# Риков Петро Сергійович
Петро Сергійович Риков (нар.. 30 грудня 1981, Великий Новгород, СРСР) — російський та український актор театру і кіно, модель, телеведучий. Підтримує путінський режим та війну Росії проти України.

## Життєпис
Петро Риков народився 30 грудня 1981 року у Великому Новгороді. Дитинство провів у Смоленську, куди сім'я переїхала з Великого Новгорода. У Смоленську вступив до музичної школи, а після закінчення загальноосвітньої школи три роки (1998—2001) провчився в Смоленському музичному училищі імені М. І. Глінки по класу класичної гітари. Після третього курсу змінив напрям і вступив на факультет іноземних мов Смоленського гуманітарного університету (СДУ). Пізніше перевівся в Московський гуманітарний інститут (МГІ) імені Катерини Дашкової, який закінчив у 2006 році за спеціальністю «Лінгвістика та міжкультурна комунікація». Має диплом перекладача англійської та німецької мов.
У 2006—2010 роках працював у фешн-бізнесі в Мілані, Парижі, Гамбурзі, Токіо, Нью-Йорку, Лос-Анджелесі на такі бренди як Dolce & Gabbana, Armani, Neil Barrett, Esquire, Maison Bohemique, Henderson тощо
У 2007 році був ведучим шоу талантів «СТС запалює суперзірку» на телеканалі СТС спільно з Тіною Канделакі та Артемом Душкіним.
У 2009—2010 роках навчався в Школі драми Германа Сідакова (базовий курс за фахом «Актор драматичного театру і кіно»).
У 2010 році вступив до ВДІКУ імені С. А. Герасимова. У 2014 році закінчив акторський факультет ВДІКу за спеціальністю «Актор драматичного театру і кіно» (майстерня Ігоря Миколайовича Ясуловича).
Активно знімається в кіно України та Росії. Працює в Московському драматичному театрі ім. [Архівовано 6 липня 2020 у Wayback Machine.] Пушкіна [Архівовано 6 липня 2020 у Wayback Machine.] і Московському театрі Олега Табакова. [Архівовано 27 лютого 2020 у Wayback Machine.]
Захоплюється поезією і музикою. У 2019 році заснував гурт «Камінь». 

## Ролі в театрі

### Дипломні
- «730 кроків» Ф. М. Достоєвського (реж. Г. Ліфанов) — Порфирій Петрович
- «Міщани» М. Горького (реж. К. Сбітнєв) — Тетерев

### Школа драми Германа Сідакова
- А. П. Чехов «Чайка», уривок з п'єси (реж. Наталія Конюкова) — Тригорін
- Ф. М. Достоєвський «Ідіот» (монолог, реж. Вікторія Лобачова) — РогожинМ. А. Булгаков «Дні Турбіних», уривки з п'єси (реж. Ганна Носатова, Дмитро Барін) — Микола ТурбінА. П. Чехов «Іванов», уривок з п'єси (реж. Софія Іголкіна) — Львів

### Московський драматичний театр імені Пушкіна
- 2012 — «Велика магія», Е. де Філіппо, реж. Євген Писарєв — епізод[9]
- 2013 — «Дама з камеліями», А. Дюма-син, режисер-хореограф Сергій Землянський — Варвіль-молодший[10]
- 2013 — «Міра за міру», В. Шекспір, реж. Деклан Доннеллан — Клавдіо[11][12]
- 2014 — «Різдво О. Генрі», мюзикл П. Екстрома, переклад і реж. Олексій Франдетті — Джим[13][14][15]
- 2016 — «Будинок, який побудував Свіфт», Григорій Горін, реж. Євген Писарєв — Вчений[16][17][18]

### Московський театр Олега Табакова
2017 — «Кінастон», вистава за п'єсою Д. Хетчера Complete Female Stage Beauty, реж. Євген Писарєв — Віллерс, герцог Бекінгемський, аристократ

## Фільмографія
1. 2010 — Без слів (короткометражка, реж. І. Шахназаров) — німецький солдат
2. 2011 — Натка (короткометражка) — Семен
3. 2012 — Авторський метод (короткометражний) — кілер
4. 2012 — Віра (короткометражка) — перший дуелянт
5. 2012 — Гравці (короткометражка, реж. І. Шахназаров)
6. 2012 — На заході нашого світанку (короткометражний)
7. 2013 — Звичка розлучатися — Максим
8. 2013 — Винищувачі (серіал) — Васильєв
9. 2013 — Рок (Fate, короткометражка) — Шмон
10. 2014 — Корабель (телесеріал) — Андрій
11. 2015 — Пам'ятаю — не пам'ятаю! — Микита
12. 2015 — Квест (серіал) — Грек
13. 2015 — Погляд з минулого (міні-серіал) — Марк Сосновський
14. 2015 — Матусі (телесеріал), 1-й сезон) — колишній чоловік Світлани
15. 2015 — Дах світу (серіал, 2-й сезон) — Марк
16. 2015 — Окрилені (серіал) — Дітер
17. 2016 — Брехня на спасіння (міні-серіал) — журналіст Андрій Забродін
18. 2016 — Шакал (телесеріал) — Клайд Берроу
19. 2016 — Мисливці (історичний серіал) — фарцовщик Ілля
20. 2017 — Максимальний удар — епізод
21. 2017 — Ніщо не трапляється двічі (серіал) — Юрій Потєхін
22. 2017 — Оптимісти (телесеріал)[20] — Ілля, музикант
23. 2017 — Ходіння по муках (телесеріал) — офіцер Жуков
24. 2017 — Собі на замітку (короткометражка)
25. 2018 — Програне місце — хлопець з легенди
26. 2018 — Берізка (телесеріал)[21][22][23] — Олексій Покровський, зірка «Берізки»
27. 2018 — Кривава бариня (серіал)[24] — Сергій Салтиков, родич чоловіка Салтикової і перший фаворит імператриці Катерини
28. 2019 — Годунов. Продовження (телесеріал)[25] — Василь Голіцин, боярин
29. 2019 — Підсудний — Олексій Нестеров і його брат-близнюк Дмитро Нестеров[26]
30. 2019 — Хованки (Hide and Seek) — Максим Шумов[27]
31. 2019 — Жіночий лікар-4 (телесеріал) — доктор Олександр Родіонов[28]
32. 2019 — Вир (серіал, у виробництві) — Руслан
33. 2019 — Тримайся за хмари (телесеріал, у виробництві)
34. 2019 — Окрилені (у виробництві)
35. 2019 — Сонячне коло (у виробництві)
36. 2019 — Вкрадена життя (серіал) — Олег (у виробництві)
37. 2019 — Рикошет — Паша (у виробництві)
38. 2020 — Проти течії — Руслан Калінін (головна роль)

## Кліпи
- 2013 — «Не родись красивою» Група Фабрика.[29]
- 2013 — «Zolla» рекламний ролик[30]
- 2014 — «Maison Bohemique» видеолукбук весняної колекції[31]
- 2014 — «Супергерой» Баста (Саундтрек до фільму: Нова Людина Павук. Висока Напруга)[32]
- 2015 — «Золотыми рыбками» МакЅим[33]
- 2017 — «Мосты» Анна Ряпасова[34]
- 2017 — «Я одна» Христина Орса[35]
- 2017 — «Экстремальная поездочка по России» відеоролик ТинькоффБанк[36]

## Інтерв'ю
25 квітня 2017 для Ok-magazin.ru [Архівовано 31 серпня 2019 у Wayback Machine.]
9 листопада 2018 для WomanHit [Архівовано 31 березня 2019 у Wayback Machine.]

## Нагороди та номінації
2011 — Лауреат фестивалю «Свята Анна» за акторську роботу в короткометражному фільмі «Без слів» режисера І. Шахназарова.